# Свети Пантелеймон (Бояна)
„Свети Пантелеймон“ е българска православна църква в софийския квартал Бояна.

## История
Църквата е построена в 1950 – 1952 година на километър от старата боянска църква „Св. св. Никола и Пантелеймон“, след като тя е обявена за паметник на културата и богослуженията са преустановени. Части от иконостаса на храма са изрязани от дебърски майстори от рода Филипови.

## Други
На църквата е наречена улица „Църковна“ в квартала (Карта).